# Ошибка инженера Кочина
«Ошибка инженера Кочина» — советский художественный фильм по мотивам пьесы братьев Тур и Льва Шейнина «Очная ставка»; выпущен в 1939 году киностудией Мосфильм.

## Сюжет
Действие происходит в Москве конца 1930-х годов. Инженер-конструктор авиационного завода Кочин совершает ошибку, решив взять домой чертежи самолёта, чтобы быстро внести в них правку по результатам последних испытаний. Начальник отдела Мурзин не то, чтобы разрешает, но и не запрещает инженеру вынести чертежи с завода. Завербованный иностранной разведкой, он тут же ставит об этом в известность резидента Тривоша.
С помощью соседки по коммунальной квартире и возлюбленной Кочина — Ксении Лебедевой — Тривош проникает в комнату инженера и фотографирует чертежи. 
Передача шпионом шифровки о срочной переправке фотографий чертежей за рубеж происходит в пошивочной мастерской, избранной агентами местом встреч. При этом шифровка случайно выпадает из кармана Мурзина. Обнаружив на полу странный клочок бумаги, портной сразу же относит его в органы НКВД. Там секретное сообщение расшифровывают, и следователь Ларцев начинает распутывать дело.
Кочин и Ксения отправляются на прогулку в Пушкино. За ними следит Тривош. Ксения признается Кочину, что она шпионка, и обещает ему пойти к следователю.
Тривошу удается избавиться от свидетельницы, толкнув её под поезд, но работники госбезопасности задерживают шпионов.

## В ролях

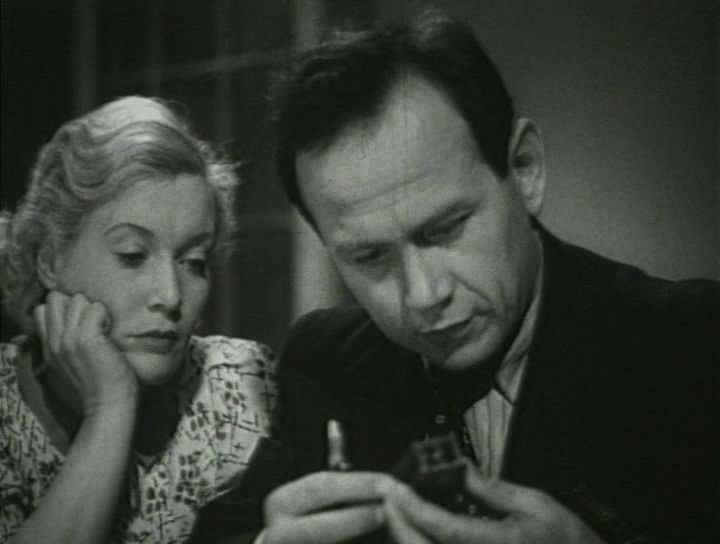
Лебедева (Любовь Орлова) и Кочин (Николай Дорохин)

- Михаил Жаров — Ларцев, сотрудник ГБ
- Сергей Никонов — Лавренко, сотрудник ГБ
- Любовь Орлова — Ксения Петровна Лебедева, соседка Кочина
- Николай Дорохин — инженер Александр Николаевич Кочин
- Борис Петкер — Абрам Самуилович Гуревич, портной
- Фаина Раневская — Ида Гуревич
- Борис Свобода — Тривош, шпион, агент № 72
- Пётр Леонтьев — Галкин, агент иностранной державы
- Виктор Ключарёв — Мурзин, вредитель
- Леонид Кмит — Андрей Ефимович, официант
- Марина Гаврилко — Клавдия Ивановна, официантка
- Дмитрий Орловский — железнодорожник (нет в титрах)

## Съёмочная группа
- Авторы сценария: Юрий Олеша, Александр Мачерет
- Режиссёр-постановщик: Александр Мачерет
- Оператор-постановщик: Игорь Гелейн
- Художник-постановщик: Артур Бергер
- Звукорежиссёр: Вячеслав Лещёв

## Отзывы
Сразу же после выхода фильма сценарист Олег Леонидов в газете «Кино» 17 ноября 1939 года отмечал:

...многие статьи и брошюры о методах шпионско-диверсантской работы не обладают такой убедительной силой, как живые образы подлинно художественного произведения. «Ошибка инженера Кочина» — именно такое произведение.
Режиссер Михаил Ромм, начинавший некогда как ассистент А. Мачерета, писал в газете «Кино» 29 ноября 1939 года:

Картина возрождает в нашем искусстве детектив с большой стилистической чистотой и притом на новых, более сложных позициях...

## Издания
- Братья Тур. Очная ставка: Пьеса в 3 д. / Бр. Тур и Л. Шейнин. — Москва; Ленинград: Искусство, 1940 (Москва). — 96 с.; 14 см.